# Horní Břečkov
Horní Břečkov (en allemand : Ober Fröschau) est une commune du district de Znojmo, dans la région de Moravie-du-Sud, en République tchèque. Sa population s'élevait à 252 habitants en 2019.

## Géographie
Horní Břečkov se trouve à 13 km à l'ouest-nord-ouest de Znojmo, à 62 km au sud-ouest de Brno et à 170 km au sud-est de Prague.
La commune est limitée par Onšov, Lesná et Vracovice au nord, par Milíčovice et Bezkov à l'est, par Lukov et l'Autriche au sud, et par Vranov nad Dyjí à l'ouest.

## Histoire
La première mention écrite de la localité date de 1323.